# Le Redoutable (cuirassé)
Pour les autres navires du même nom, voir Le Redoutable.
Le Redoutable est un cuirassé de la Marine française construit à partir de 1873 et lancé en 1876. C'est le premier navire de guerre mis en chantier par la Troisième République.

## Contexte du projet
En 1871, l'ingénieur du génie maritime Louis de Bussy propose au ministre les plans de navires cuirassés en acier, qui se substitue au fer. Différentes épaisseurs d'acier sont prévues suivant les spécifications, ce qui diminue le tirant d'eau. Les plans acceptés, les cinq années qui suivent donnent naissance à un nouveau type de navire, au nombre desquels on trouve la Dévastation, le Courbet et les trois exemplaires de chacune des classes Tonnerre et Tempête.

## Conception
Conçu avec une batterie centrale d'artillerie au lieu des traditionnelles bordées, il fut le premier navire au monde à utiliser l'acier comme matériau principal. Comparé au fer, l'acier possède une plus grande force structurelle pour un poids inférieur et la France était alors le premier pays à en fabriquer industriellement. Le procédé Martin-Siemens adopté par Schneider au Creusot permettait de produire un matériau utilisable dans la construction navale.  Sur Le Redoutable, le bordé extérieur restait toutefois en fer forgé, en raison de ses formes compliquées, des défauts que présentaient les plaques d'acier et des incertitudes concernant le comportement du nouveau matériau face à l'eau de mer.  Des navires de guerre entièrement en acier sont apparus plus tard, avec l'Iris et le Mercure (en), construits par la Royal Navy à partir de 1875-1876.

## Histoire
Le Redoutable était présent pendant la négociation du traité du 7 septembre 1901 avec la Chine.
Le Redoutable a été démoli à Toulon en 1913.

## Galerie

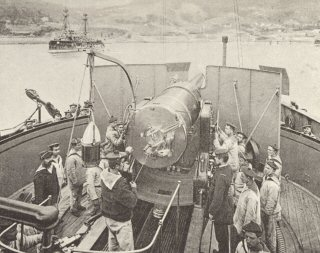
L'une des armes présentes sur le Redoutable
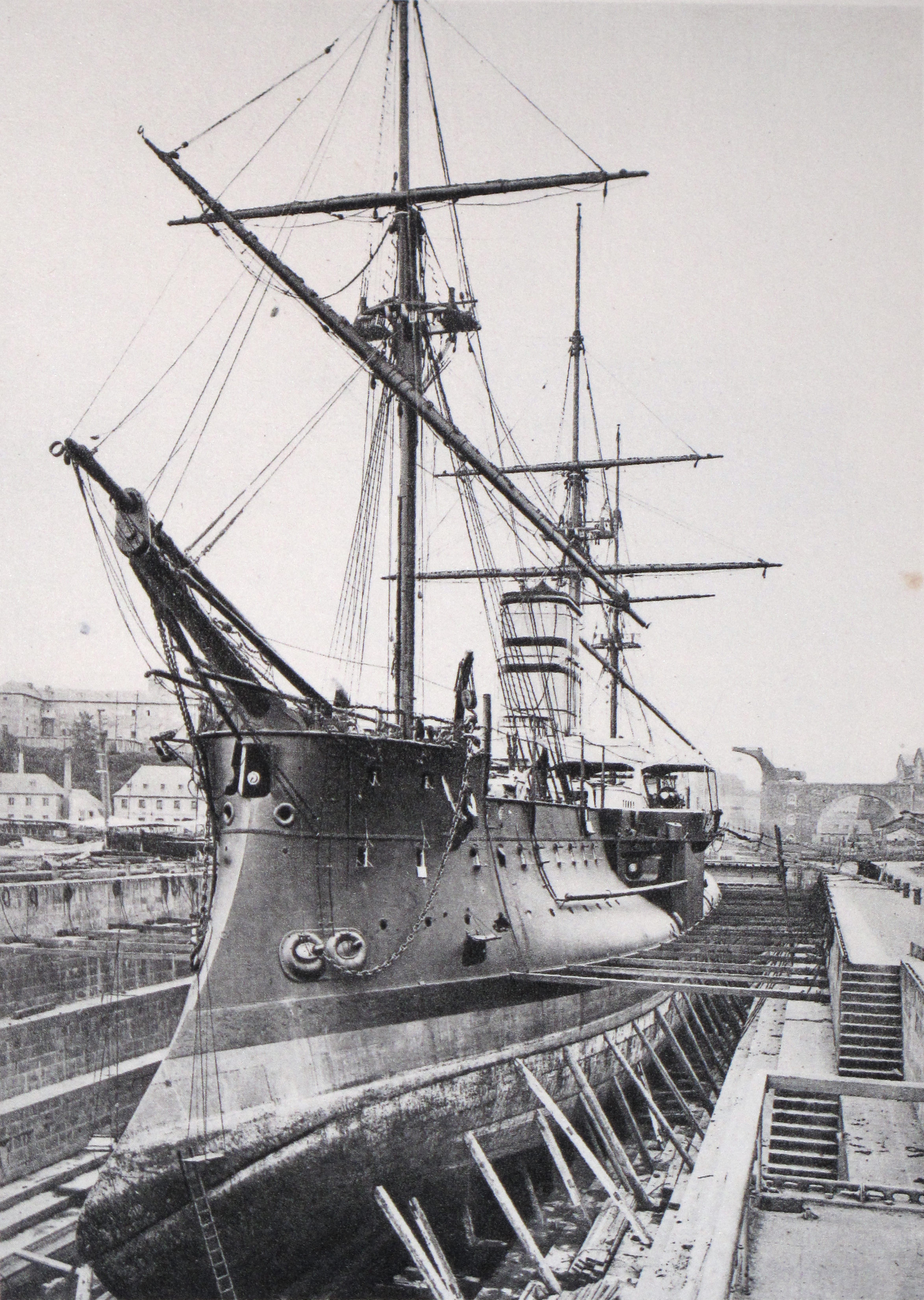
Le Redoutable en cale sèche
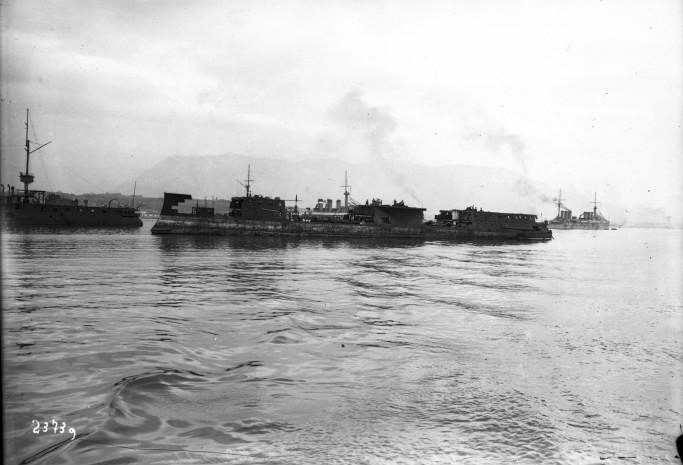
La démolition du navire à Toulon en 1912
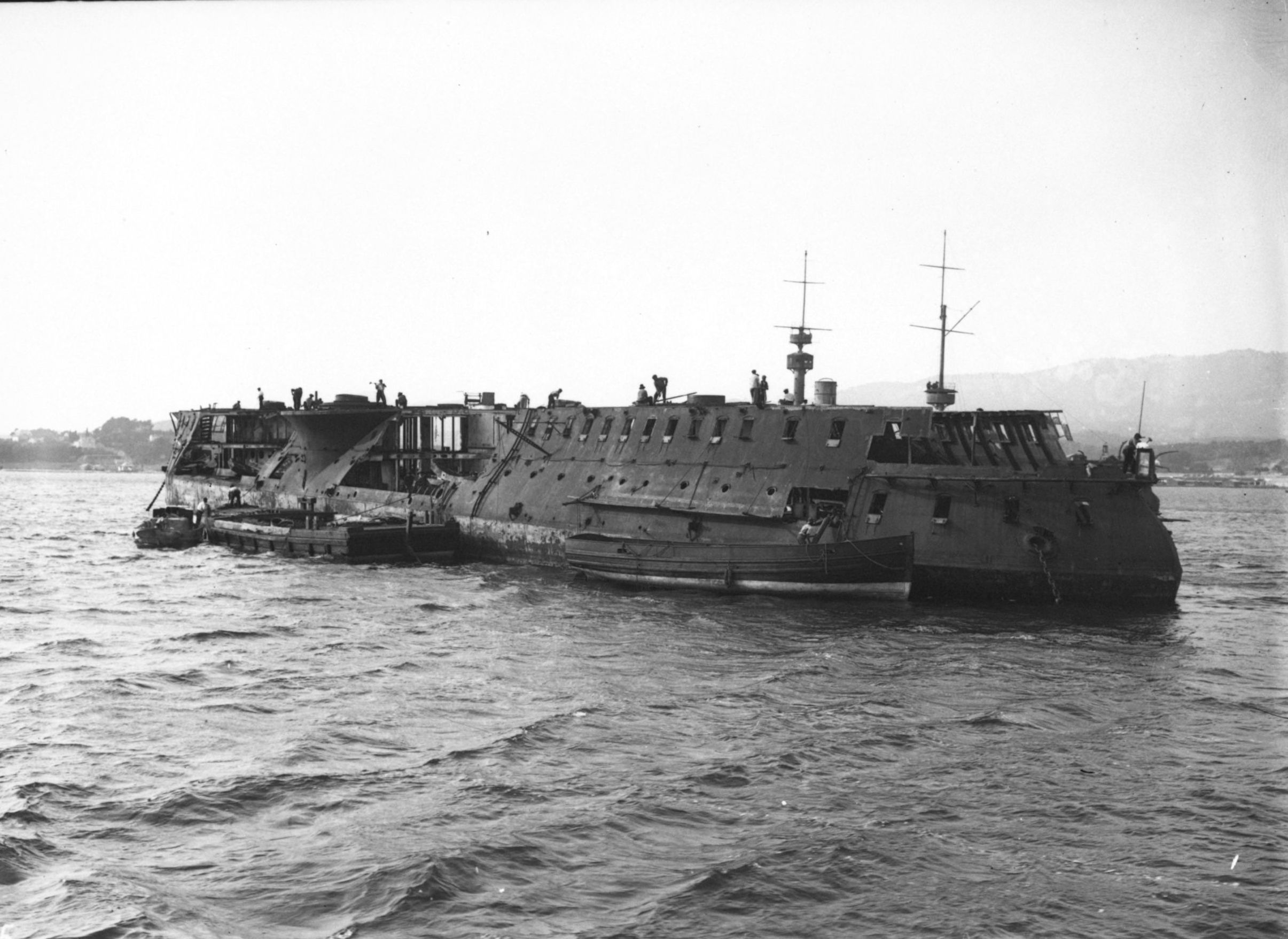
La démolition du navire à Toulon en 1912
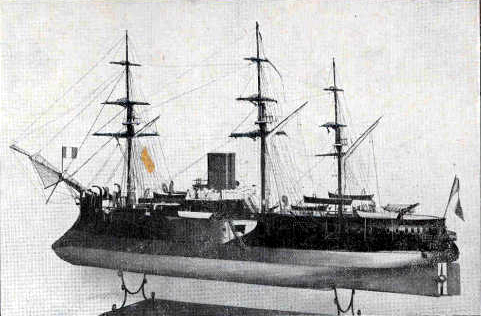
Une maquette du Redoutable